# Ligne d'Épinac à Pouillenay
La ligne d'Épinac à Pouillenay est une ancienne ligne ferroviaire française qui reliait Épinac, dans le département de Saône-et-Loire, à Pouillenay, dans le département de la Côte-d'Or, en Bourgogne-Franche-Comté.
Selon le plan Freycinet, elle aurait dû servir à une liaison entre les communes de Châtillon-sur-Seine et de Montchanin, en passant par la gare des Laumes - Alésia.
Ouverte en 1891, elle fut fermée quasiment un siècle plus tard, en 1988, et son déclassement intervint en 1992.
Elle constituait la ligne 765 000 du réseau ferré national.

## Historique
La loi du 17 juillet 1879, dite plan Freycinet, eût classé 181 lignes ferroviaires dans le réseau des chemins de fer d'intérêt général. Parmi elles, la ligne retenue au n°114 correspond à une ligne de « Châtillon-sur-Seine à ou près Montchanin, par ou près les Laumes et Épinac ».
Le tronçon des Laumes - Alésia à Épinac-les-Mines est ensuite déclaré d'utilité publique par la loi du 21 mars 1881.
Le 26 mai 1883, la ligne est concédée à titre définitif à la Compagnie des chemins de fer de Paris à Lyon et à la Méditerranée par une convention signée entre le ministre des Travaux publics et la compagnie. La convention de concession est approuvée par une loi le 20 novembre suivant.
La ligne est concédée à la SNCF en 1938, lors de la nationalisation de la Compagnie des chemins de fer de Paris à Lyon et à la Méditerranée.

### Fermeture et déclassement
La ligne ouvre en 1891 au trafic voyageurs ainsi qu'au service marchandises.
Le 6 février 1939, elle ferme entièrement, mais elle est rouverte au cours de la Seconde Guerre mondiale (plus précisément durant quelques semaines en septembre 1939, ainsi que d'octobre 1940 à l'année 1941).
La ligne rouvre le 4 mai 1942 ; toutefois, cette réouverture est officialisée par la SNCF seulement le 20 mai 1951, soit quasiment 10 ans plus tard.
Deux ans après, le 4 octobre 1953, la ligne ferme définitivement au service voyageurs.
Le 28 mai 1978 intervient la fermeture au service des marchandises du tronçon reliant Épinac à Arnay-le-Duc. C'est seulement une décennie plus tard, le 1er octobre 1988, que le tronçon d'Arnay-le-Duc à Pouillenay ferme au service marchandises, entraînant la fermeture totale et définitive de la ligne.
La ligne est entièrement déclassée le 14 février 1992.

## Infrastructure
La ligne fut constituée d'une voie ferrée unique à écartement standard et non électrifiée, longue de 70 km.